# Girl (film 2023)
Girl è un film del 2023 scritto e diretto da Adura Onashile.

## Produzione
Adura Onashile ha cominciato a lavorare al film nel 2017, con il supporti della BBC Films, Screen Scotland e il British Film Institute.
Le riprese principali si sono svolte a Glasgow tra l'ottobre e il novembre 2021.

## Distribuzione
Il film è stato presentato in anteprima mondiale il 22 gennaio 2023 al Sundance Film Festival.

## Accoglienza
Il film è stato accolto positivamente dalla critica. L'aggregatore di recensioni Rotten Tomatoes riporta il 95% di recensioni positive, con un punteggio medio di 7,5 su 10 basato sul parere di 22 critici.

## Riconoscimenti
- 2023 – Sundance Film Festival
  - In concorso per il Grand Jury Prize
- 2023 – British Independent Film Awards
  - Candidatura per la miglior esordiente a Le'Shantey Bonsu
  - Candidatura per le migliori musiche a Ré Olunuga